# Power Hits Estate 2022
Power Hits Estate 2022 è una compilation, pubblicata il 5 agosto 2022 dalla casa discografica Artist First e contenente 66 brani presentati durante la serata del 31 agosto del programma omonimo.

## Tracce

### CD1
1. Fedez, Tananai & Mara Sattei - La dolce vita
2. OneRepublic - West Coast
3. Pinguini Tattici Nucleari - Giovani Wannabe
4. Elodie - Tribale
5. Myss Keta - Finimondo
6. Marco Mengoni - No Stress
7. Alessandra Amoroso, DB Boulevard - Camera 209
8. Ed Sheeran feat. Ultimo - 2step
9. Tananai - Baby Goddamn
10. Fred De Palma - Extasi
11. Kungs - Clap Your Hands
12. Jovanotti, Sixpm - Sensibile all'estate
13. Elisa, Matilda De Angelis - Litoranea
14. Tommaso Paradiso - Piove in discoteca
15. Tai Verdes - Last Day on Earth
16. Cesare Cremonini - Chimica
17. Carl Brave, Noemi - Hula-Hoop
18. Gianni Morandi - La ola
19. Rkomi - Ossa rotte
20. Boomdabash, Annalisa - Tropicana
21. Ariete - Tutto (con te)
22. Anna - Gasolina

### CD2
1. Fabri Fibra, Maurizio Carucci - Stelle
2. Imagine Dragons - Sharks
3. Lazza, Takagi & Ketra - Panico
4. Salmo, Drillionaire, Verano - 181
5. Blanco - Nostalgia
6. Sfera Ebbasta, Rvssian - Mamma mia
7. Rhove - Shakerando
8. Capo Plaza - Capri Sun
9. Frah Quintale - Nuova fissa
10. Coez - Essere liberi
11. The Weeknd - Out of Time
12. Sangiovanni - Scossa
13. Takagi & Ketra, Thasup, Salmo - Bubble
14. Franco126, Loredana Bertè - Mare malinconia
15. Psicologi - Sui muri
16. La Rappresentante di Lista - Diva
17. Dargen D'Amico - Ubriaco di te
18. Samuel - Occhiali da sole
19. Irama - PamPamPamPamPamPamPamPam
20. Francesco Gabbani - Peace & Love
21. Sebastián Yatra, John Legend - Tacones rojos
22. Nu Genea - Tienaté

### CD3
1. Måneskin - Supermodel
2. Luciano Ligabue - Non cambierei questa vita con nessun'altra
3. Vasco Rossi - L'amore l'amore
4. Ultimo - Vieni nel mio cuore
5. Biagio Antonacci - Seria
6. Purple Disco Machine & Sophie and the Giants - In the Dark
7. Eros Ramazzotti - Ama
8. Darin - Superstar
9. Napoleone - Io, tu e l'estate
10. Álvaro Soler, Topic - Solo para ti
11. Jon Batiste - Freedom
12. Danny Ocean - Volare
13. Baby K feat. Mika - Bolero
14. Luigi Strangis - Tienimi stanotte
15. Alfa, Mr. Gabriel - You Make Me So Happy
16. Mind Enterprises - The Clapping Song
17. Zero Assoluto - Psicologia sociale
18. Iann Dior - Live Fast Die Numb
19. Cristiano Malgioglio - Sucu Sucu
20. Rocco Hunt, Elettra Lamborghini, Lola Índigo - Caramello
21. Tecla Insolia - Griderò il tuo nome
22. Follya - Tutt'okkei